# 云滴有效半径
云滴有效半径（或云有效半径、云粒子有效半径，或根据上下文简称有效半径）是云滴大小分布的加权平均值。 该术语于 1974 年由James E. Hansen和Larry Travis提出，定义为液滴尺寸分布的三阶矩与二阶矩之比，用于反演遥感数据。 从物理的角度来看，它是云滴粒子的面积加权半径。在数学上，计算公式为
{\displaystyle r_{e}={\dfrac {\int \limits _{0}^{\infty }\pi \cdot r^{3}\cdot n(r)\,dr}{\int \limits _{0}^{\infty }\pi \cdot r^{2}\cdot n(r)\,dr}}} .
水云和冰云的有效粒子半径值不同：前者约为 14 μm，而冰约为 25 μm。研究还表明，海洋上空的有效云滴半径比地面上大 15%-20%。相比之下，陆地和海洋的冰颗粒大小差异要小得多（只有 5%）。 